# Borgo Pietro Lupo
Borgo Pietro Lupo (detta anche Borgo Lupo) è l'unica frazione di Mineo nella città metropolitana di Catania.

## Storia
Il villaggio, costruito dall'Ente Siciliano Colonizzazione del Latifondo su incarico del governo fascista, il 16 dicembre 1940 e completato nel maggio 1941, prese il nome dal militare catanese Pietro Lupo, medaglia d'oro al valor militare.

L'intento era quello di farne il centro civico di un futuro paese, simile ad altre fondazioni siciliane di quel periodo (Pergusa, Borgo Cascino, Borgo Bonsignore, Borgo Baccarato, Borgo Giuliano, Borgo Vicarietto, etc..).
Nell'aprile 2003 fu presentato un progetto di recupero del borgo in chiave turistica, ma l'anno successivo un'interrogazione evidenziava come il borgo rimanesse in condizioni di abbandono.

## Monumenti e luoghi d'interesse
Nei pressi del borgo si trova il Castello di Mongialino.